# Indische ralreiger
De Indische ralreiger (Ardeola grayii) is een vogel uit de familie van de reigers (Ardeidae).

## Kenmerken
De Indische ralreiger is een kleine, gedrongen vogel met een korte nek, een korte dikke snavel en een lichtbruine tot okergele rug. Het zomerkleed vertoont lange nekveren, de onderkant van de vleugels is helder wit.

## Voeding
Het voedsel van deze vogel bestaat uit kleine schaaldieren, insecten, vissen en kikkers waar hij op jaagt in draslanden. De Indische ralreiger zal meestal foeragerend zijn prooi vangen, maar kan dit ook zwemmend en zelfs in de vlucht.

## Broed
Deze vogel broedt in kleine kolonies, vaak met andere (waad)vogels, meestal op platformen van stokken. De nesten worden gebouwd op een hoogte van ongeveer 9 tot 10 meter in grote bomen. Het nestmateriaal wordt verzameld door het mannetje terwijl het vrouwtje het nest bouwt. Ze legt drie tot vijf eieren. Beide ouders voeden de jongen, waarbij er voornamelijk vis op het menu staat.

## Verspreiding
De Indische ralreiger komt voor in Bangladesh, Bhutan, India, Iran, de Malediven, Myanmar, Nepal, Oman, Pakistan, Sri Lanka en de Verenigde Arabische Emiraten en is een dwaalgast in de Seychellen, Thailand en Jemen. Op de internationale IUCN-lijst is hij geclassificeerd als niet bedreigd.